# Balfourjeva deklaracija
Balfourjeva deklaracija je bila pismo, ki ga je 2. novembra 1917 sestavil britanski sekretar za zunanje zadeve lord Arthur James Balfour in ga naslovil na barona Walterja Rotschilda. V pismu je bila izražena podpora ustanovitvi domovine judovskega naroda v Palestini, pod pogojem, da ne bodo prizadete pravice nejudovskega prebivalstva Palestine.
Z deklaracijo je britanska vlada želela pridobiti podporo sionistov in posledično podporo ameriških in ruskih Judov, ki bi pri vladah teh držav lobirali za pomoč britanskim vojnim prizadevanjem. Britansko napredovanje na zahodni fronti je namreč sredi leta 1917 zastalo. Britanci so tega leta napovedali tudi vojno Otomanskemu cesarstvu. Namen tega je bil pridobiti nadzor nad Bližnjim vzhodom, ki je bil na ključni poti med Egiptom in Indijo, vendar so v prvih bitkah pri Galipoliju utrpeli poraz.
Od ZDA in Rusije Britanci niso dobili večje pomoči, saj so ameriške sile šele začele prihajati v Evropo, v Rusiji pa so boljševiki po prevzemu oblasti sklenili premirje in izstopili iz vojne. 
Nasprotno pa je deklaracija mnogo Judov privabila v vrste prostovoljcev, ki so sodelovali v britanskih bitkah proti Otomanom, predvsem na področju Palestine. Vojaške izkušnje, ki so jih pridobili, so kasneje koristile pri nastanku prve judovske obrambne organizacije Hagane.

## Posledice deklaracije
Po koncu vojne in porazu Otomanskega cesarstva je Velika Britanija s sporazumom dobila mandat društva narodov  nad ozemljem Palestine in Transjordanije (danes Jordanija). Deklaracija je okrepila tudi sionistično gibanje med Judi po vsem svetu in mnogo Judov se je začelo priseljevati v Palestino. To je povzročilo odpor med Arabci v Palestini, ki so se počutili izigrane, saj so zaradi sodelovanja v bojih proti Otomanom pričakovali večjo podporo. Zaradi priseljevanja Judov so nasprotovali vsakršnim poskusom ustanovitve judovske države (sedanji Izrael), kar je pomenilo začetek judovsko-arabskih konfliktov.